# Out of Exile
Out of Exile – druga płyta zespołu Audioslave wydana w 2005 roku (zob. 2005 w muzyce). 
Nagrania dotarły do 10. miejsca listy OLiS.

## Lista utworów
Teksty do utworów napisał Chris Cornell.
1. Your Time Has Come
2. Out of Exile
3. Be Yourself
4. Doesn't Remind Me
5. Drown Me Slowly
6. Heaven's Dead
7. The Worm
8. Man or Animal
9. Yesterday to Tomorrow
10. Dandelion
11. #1 Zero
12. The Curse